# Discussie
Een discussie is een gedachtenwisseling, zoals een gesprek of een andere vorm van communicatie, tussen twee of meer belanghebbende partijen over een bepaald onderwerp. Daarbij probeert men de andere partij(en) van het eigen standpunt te overtuigen, met behulp van argumenten, en probeert men tot een gedeelde conclusie te komen. Een partij kan haar mening bijstellen tijdens een discussie, en zich tevreden stellen met een alternatieve (tussen)oplossing of compromis, mits deze is beargumenteerd. Dit in tegenstelling tot een debat, waarbij de partijen niet van hun mening wijken.
Een discussie verschilt van een overleg, in de zin dat men bij een overleg kan volstaan met louter informatieve mededelingen. Doorgaans liggen de meningen van de gesprekspartners ook dichter bij elkaar. Is dit niet zo, dan kan er een discussie voortvloeien uit een overleg.
Een discussie hoeft niet 'real-time' plaats te vinden, maar kan ook bijvoorbeeld schriftelijk of, wat tegenwoordig veel gedaan wordt, digitaal op een forum worden gevoerd.
Om een discussie goed te laten verlopen moeten alle partijen openstaan voor de ideeën van de gesprekspartner, en hun mening met argumenten onderbouwen. "Ik vind het een slecht plan" zonder onderbouwing, helpt een discussie niet verder. Ook is het belangrijk dat men professioneel blijft, en een idee niet louter afkeurt omdat men zelf gelijk wil krijgen, of omdat het idee van een bepaalde persoon afkomstig is. Als men zich een gevoeligliggend onderwerp te persoonlijk aantrekt, of wanneer er persoonlijke opmerkingen gemaakt worden, loopt de discussie uit de hand en gaat over in ruzie.
Om te voorkomen dat een discussie uit de hand loopt - of om bij het onderwerp te blijven, is er vaak een discussieleider bewust of onbewust aangesteld. Tijdens een vergadering is dit bijvoorbeeld de voorzitter, op een forum is dit de moderator.

## Valkuil bij discussie
Het probleem dat bij veel discussies ontstaat wordt veroorzaakt doordat argumenten en feiten met elkaar verward worden. Een argument kan subjectief zijn terwijl een feit dat nooit is. Door onfeitelijke argumenten aan te dragen kan polarisering ontstaan. De tegenstander is kritisch op de onwaarheid van  het andere standpunt. Om iemand te kunnen overtuigen is het raadzaam om na te gaan of het gebruikte argument een aanname is of een objectief feit. Een discussie is alleen af te sluiten als de meningen bij elkaar worden gebracht door feiten, of als beide partijen de argumenten als waarheid beschouwen (zoals 'God bestaat niet'). Onfeitelijke argumenten kunnen de discussie vertroebelen en frustreren, feitelijke argumenten scheppen rust.
Aan de hand van een voorbeeld:
- Stelling: John Lennon was belangrijk.

- Ondersteunende beargumentatie:

1. John Lennon was zanger van The Beatles (dit is een feit).
2. John Lennon verkocht miljoenen platen (wel een feit, maar niet noodzakelijk een argument voor de mate van belangrijkheid van Lennon. Het is wel een bruikbaar argument om aan te geven dat hij beroemd was bij veel mensen).
3. John Lennon is een beroemde zanger (argument, geen feit, maar mening die gedeeld wordt door veel mensen, dus zal niet snel controverse opleveren omdat het de publieke opinie is).
4. John Lennon was in muzikaal opzicht een toonaangevende zanger (argument waar niet iedereen het mee eens zal zijn. Het is een aanname en mening).
5. John Lennon had een mooie stem (subjectief en slecht argument. Het is een aanname en een individuele mening).

Paradox van de valkuilstelling
De stelling van dit artikelhoofdstuk is feitelijk beschouwd een paradox, die zichzelf bijt, omdat er geen sluitende bewijzen leverbaar zijn, waardoor discussie ontstaat waarmee hij zichzelf bewijst.